# Matthew Bellamy
Matthew James "Matt" Bellamy, angleški glasbenik, tekstopisec, komponist, producent in multi-instrumentalist, * 9. junij 1978, Cambridge, Anglija. 

Je ustanovni član in vodja glasbene skupine Muse. Prepoznaven je po ekcentrični personi na odru s tenor vokalom in igranjem klavirja ter kitare.

## Zgodnje življenje
Bellamyjev oče George, je bil rojen v Sunderlandu. Bil je ritem kitarist pop skupine iz 60ih, The Tornados, ki so bili prva britanska skupina ki so imeli v ZDA hit na prvem mestu (pesem Telstar). Pesem Knigths of Cydonia je bila tribute očetu in tej pesmi. Bellamyjeva mati, Marilyn, je bila rojena v Belfastu,v Anglijo se je pa preselila v 70ih letih. Prvi dan, ko se je vselila, je spoznala Georga, ki je takrat delal kot voznik taksija v Londonu. Kasneje sta se preselila v Cambridge, kjer se je rodil Mattov starejši brat, Paul, nekaj let kasneje pa še Matthew. V sredini 80ih let so se preselili v Teignmouth v Devonu. Ko sta se njegova starša ločila je živel skupaj z mamo in bratom v Teignmouthu. Bellamy je klavir začel igrati pri šestih letih, kitaro pa pri enajstih. Njegov prvi nastop je bil junija leta 1991, ko je bil star 12 let, igral je piano pred učenci šole na katero je hodil, Teignmouth Community College.

## Muse
Začetki Muse segajo v čase šolanja v Teignmouthu, kjer je Bellamy bil član skupine Carnage Mayhem, v kateri je bil skupaj z Dominicom Howardom. Ko so člani skupine Carnage Mayhem zapustili skupino zaradi obveznosti sta Bellamy in Howard vprašala Chrisa Wolstenholma, če se jima pridruži kot basist. Leta 1994 so, takrat imenovani Rocket Baby Dolls, zmagali na šolskem tekmovanju skupin, zaradi česar so bili prisiljeni da se jemljejo resneje. Čez nekaj let so spremenili ime na nekaj resnejšega, in rodila se je skupina Muse. Skupina je takrat štela (in še vedno šteje) iz Chrisa Wolstenholma (bas, back vokali) Dominica Howarda (bobni, tolkala) in Bellamyja. Prvih nekaj let so se težko uveljavili mestu Teignmouth, posneli so več EP-jev pri Wolstenholmu doma, vendar so se kasneje z albumom Showbiz, ki govori prav o tem, prebili na svetovni trg. Skupina je znana po tem da meša razne glasbene sloge kot so progresivni rock, metal, elektronika in orkestralna glasba. Od takrat so Muse izdali še šest studijskih albumov, vrsto DVD-jev iz koncertov, zadnji album pa so izdali poleti 2015, ki naslov Drones. Skupina je znana tudi po velikih nastopih kjer združuje multimedijo ter različne efekte in ostale stvari kot so light šovi kot tudi raba igralcev.

## Prepoznavnost v javnosti in med kritiki
Bellamy je bil razglašen za 19. najboljšega kitarista na Gigwise-ovi lestvici 50ih najboljših kitaristov vsega časa. Bralci revije Total Guitar so ga izglasovali za 29. na seznamu 100 najboljših kitaristov vsega časa. Riff iz pesmi Plug in Baby je bil izglasovan za 13. po vrsti na seznamu 100 najboljših riffov vsega časa. Revija NME ga je ocenila kot 14. najboljšega "rock heroja" vseh časov. Januarja 2010 ga je revija Total Guitar imenovala za Hendrixa današnjih časov. V Guinessovi knjigi rekordov 2010 Bellamy drži mesto za največ kitar razbitih na turneji. Rekord je bil postavljen med turnejo Absolution, kjer bi jih naj razbil 140, čeprav Bellamy to informacijo zanika. Aprila 2010 je bil imenovan za osmega najboljšega frontmana vseh časov iz strani revije Q. Decembra istega leta ga je MusicRadar izglasoval za 9. najboljšega pevca vseh časov. Leta 2010 je v anketi BBC Radio 6 dobil tretjo mesto med najboljšimi kitaristi zadnjih 30. let.
26 septembra 2008 so vsi člani Muse dobili častni doktorat iz strani Univerze v Plymouthu za njihov prispevek k popularni glasbi.

## Oprema
V studiju Matt Bellamy uporablja različno opremo, od ojačevalcev Orange do ojačevalcev Marshall, Hiwatt in Soldano, na albumu The Resistance pa je največ uporabljal ojačevalce Dickinson in tudi Vox. Na albumu The 2nd Law je uporabljaj najverjetneje ojačevalec Marshall z zvočnikom Mills oziroma Marshall, na albumu Drones pa je uporabil Kemperjev profilski ojačevalec ki lahko simulira več ojačevalcev. V živo je včasih uporabljal ojačevalce Marshall in Diezel, z zvočniki Marshalla, od leta 2007 oziroma 2008 naprej pa uporablja ojačevalce Mills Acoustic. Na turneji The Resistance je uporabljal ojačevalce Marshall in Diezel, na turnejah The 2nd Law pa je začel uporabjlati Kemperjeve profiller ojačevalce ki jih uporablja še danes. Na odru ima tudi ojačevalec ki je modificiran, v njem je monitor zvočnik, ki mu lahko zvočni tehnik za monitoring poviša jakost in tako Matt dobi feedback, ki ga včasih uporablja za efekt, čeprav ojačevalcev na odru na turneji Drones World Tour 2015/16 več ne uporablja. 
Bellamy ima svoje lastne kitare znamke Manson, ki mu jih od leta 2000 gradi Hugh Manson. V nekaterih kitarah ima vgrajen Fuzz Factory, ki ga uporablja pri intru za Plug in Baby in pri solu za Citizen Erased, v nekaterih kitarah pa ima tudi vgrajen XY kontrolno površino, ki je na touch, da lahko z njo kontrolira Korgov Kaoss pad ali pa Whammy pedal. Zvok Manson kitar je Bellamy opisal kot Gibsonov Les Paul. Razen efektov na kitari uporablja predvsem fuzz in overdrive efekte, včasih uporablja tudi reverb in delay, ponekod pa tudi Whammy pedal in wah pedal, kot tudi octaver. Pri Undisclosed Desires je uporabljal tudi keytar, ki ga od leta 2010 več ne uporablja.
Bellamy na odru uporablja tudi MIDI klaviaturo ki je postavljena v ohišje klavirja, tako mu lahko dodaja tudi efekte kot je wah ali pa mu njegov tehnik doda kitarski efekt kot je najpogosteje distorzija.

## Politični pogledi
Veliko njegovih pesmi vsebuje revolucionaren pogled na svet kot tudi nestrinjanje s politiki in svetovnimi voditelji. Pesmi Assassin in Uprising sta dve pesmi v katerih se to jasno kaže. Leta 2006 je menil da so napadi na 9/11 bili podtaknjeni, vendar si je do leta 2009 premislil in meni da so se zgodili zares iz strani teroristov.
17. septembra 2009 je povedal da je bil navdihnjen s strani knjige Confessions of an Economic Hitman avtorja Johna Perkinsa. Razložil je da je knjiga bila navdih za besedilo pesmi Uprising. Povedal je da ko ljudje postanejo močni in zavladajo, so velikokrat ignorantski do širše javnosti.

## Drugi projekti
Leta 2001 je Bellamy pomagal Chrisu Martinu in skupini Coldplay pri pisanju pesmi Politik. Po Bellamyjevih besedah se sicer z Martinom poznata že iz šole, saj sta odraščala v istem kraju (Teignmouth v Devonu). Bellamy je bil tudi avtor pesmi pri zaključni špici filma The International. Napisal je tudi pesem Soaked, ki se pojavi na prvem albumu Adama Lamberta, For Your Entertainment. Bellamy se tudi pojavi v igrici Guitar Hero 5, kot tudi pesem Plug in Baby. Leta 2013 sta dve pesmi, Isolated System in Follow Me, bili izdani za film World War Z, pri katerem je sodeloval tudi v post-produkciji. Aprila 2014 je bilo izdano da je Bellamy igral tudi na pesmi 90s music iz drugega albuma izvajalke Kimbre z naslovom The Golden Echo. Bellamy je trenutno z Brighamom Taylorjem, Joejem Rothom, Douglasom Wickom, Lucy Fisher, Florence Welch, Sarah Ferguson, Jennifer Davisson Kiloran in Patrickom McCormickom vključen v produkcijo risanke The Jungle Book, ki je remake Disneyeve klasike, režiserja Jona Favreauja, ki bo izdana leta 2016.
Januarja 2016 je bilo napovedano da je Bellamy skupaj z nekaterimi drugimi podjetji vložil v ligo za tekmovanja v letenju z droni.
V letu 2019 je Bellamy napisal orkestralno pesem za zadnjo sezono Igre prestolov.

## Osebno življenje
Bellamy je 9 let bil zaročen z italijansko psihologinjo Gaio Polloni. Razšla sta se leta 2009. Pomladi, leta 2010, je hodil z znano ameriško igralko Kate Hudson, zaročila pa sta se aprila leta 2011. Imela sta tudi sina, Binghama Hawna "Binga" Bellamyja, ki se je rodil julija 2011 v Los Angelesu. Decembra 2014 sta se razšla, čeprav sta še vedno prijatelja in se srečujeta, tudi zaradi sina Binghama. Od februarja 2015 je Bellamy začel hoditi z ameriško manekenko in igralko Elle Evans, ki je tudi igrala v videospotu za pesem Mercy iz albuma Drones.
1. ↑  https://twitter.com/muse/status/1005463206322692097
2. ↑  https://www.musebr.com/historia-da-banda-muse/matt-bellamy/